# Baugeschichte
Die Baugeschichte ist eine vor allem im deutschsprachigen Raum etablierte akademische Disziplin, die sich mit der Geschichte des Bauens in seiner ganzen Breite befasst. Als Lehrfach ist sie – neben den verwandten Disziplinen Kunstgeschichte, Architekturgeschichte, Architekturtheorie und Denkmalpflege – Teil des geisteswissenschaftlichen und kulturwissenschaftlichen Fächerspektrums in der Architektenausbildung. Der Forschungszweig der Baugeschichte ist die Historische Bauforschung. Eine Teildisziplin des Fachs ist die Bautechnikgeschichte, die aber zunehmend als eigenständiges Fach wahrgenommen wird.
Im Fokus baugeschichtlicher Forschung stehen die Bauten als Primärquellen selbst. Sie fragt objektbezogen insbesondere nach Bau- und Planungsprozessen, baulichen Veränderungen, Konstruktionen und Materialien. Der Zugriff auf die Geschichte der Architektur im Allgemeinen erfolgt über die Summe von Einzeluntersuchungen bestehender Bauten und Strukturen und ist grundsätzlich wertfrei. Dies unterscheidet die Baugeschichte u. a. von der ansonsten nah verwandten, kunsthistorisch geprägten Architekturgeschichte, deren vorrangiges Ziel die kulturhistorische Systematisierung der Geschichte von Architektur ist. Weitere weitreichende methodische wie inhaltliche Überschneidungsbereiche hat das Fach mit verschiedenen archäologischen Disziplinen und der Denkmalpflege.
Die Baugeschichte wird den Kleinen Fächern zugeordnet, als zugehörige Fachgesellschaft versteht sich die Koldewey-Gesellschaft.